# غيلبرتو هيراتا
غيلبرتو هيراتا هو سياسي مكسيكي، ولد في 17 يناير 1953 في إنسينادا في المكسيك. نشط حزبياً في الحزب الثوري المؤسساتي.